# Chris Braide
Christopher "Chris" Braide (Cheshire, 6 de fevereiro de 1973) é um compositor e produtor musical britânico. Em 2003 ele foi premiado com um Ivor Novello Award pela canção "Anything is Possible".